# Минденский водный мост

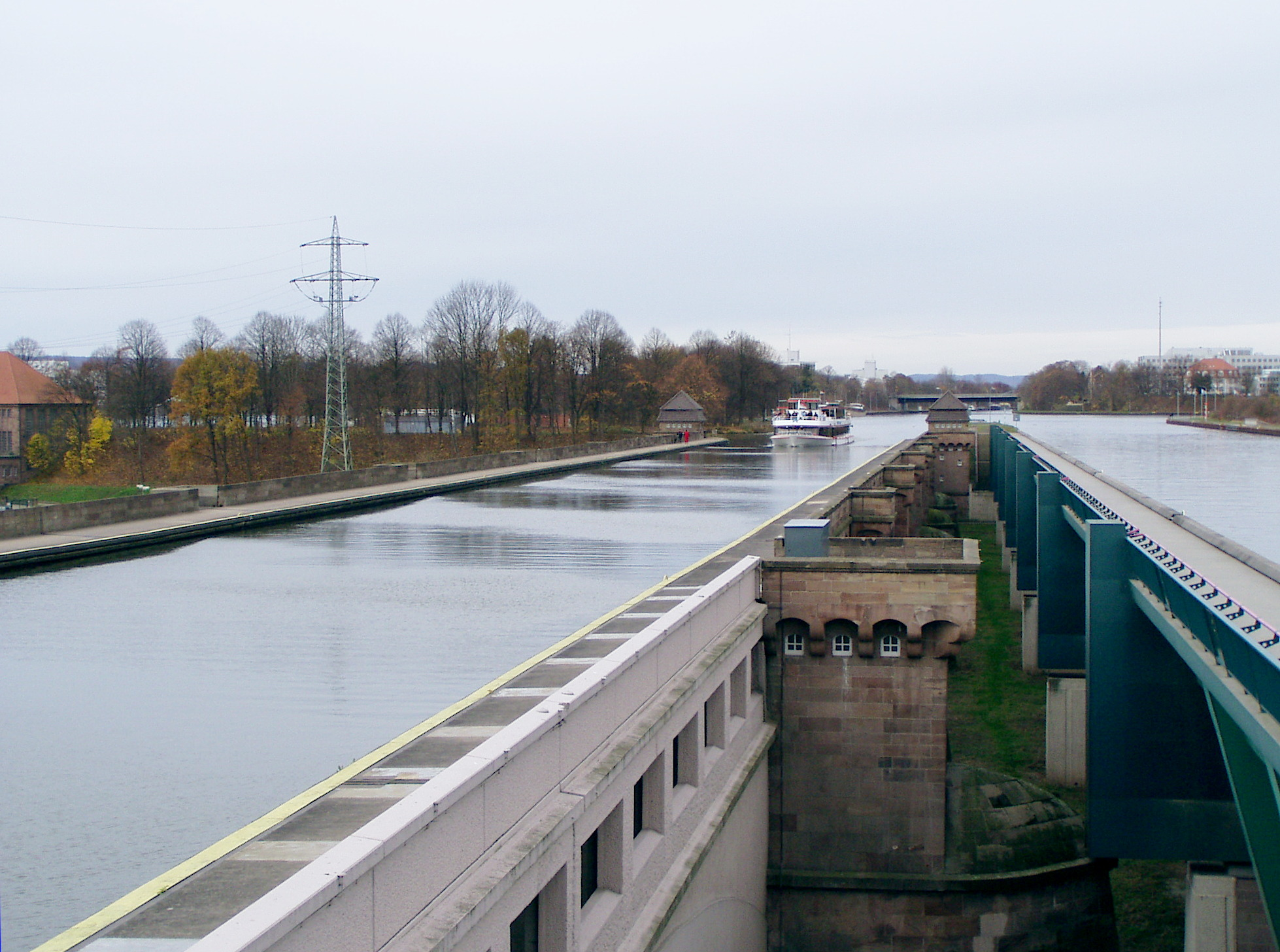
Слева — мост, открытый в 1914 году, справа — новый мост, открытый в 1998 году

Минденский водный мост (нем. Trogbrücke Minden) — водный мост в Германии, городе Минден. Через водный мост протекает Среднегерманский канал.
Мост состоит из двух частей: из старого моста, открытого в 1914 году и нового, открытого в 1998 году в связи с тем, что габариты канала старого моста были недостаточны для современных барж. Сегодня старым мостом пользуются только частные лодки и небольшие теплоходы. Высота канала над рекой Везер около 12 метров, над сушей около 10 м. Минденский водный мост — второй по длине водный мост в Европе, уступает первое место Магдебургскому водному мосту.

## Старый мост
Мост был построен за 2 года и 9 месяцев и открыт в 1914 году. Мост имеет 6 пролётов, два из них непосредственно через реку Везер — шириной 50 метров, остальные — 32 метра. Совокупно мост может пропускать до 3000 м3 воды в секунду. Ширина канала через мост — 24 метра, глубина — 3 метра.
Во время Второй мировой войны мост не раз подвергался авианалётам, однако оставался в действии, за исключением нескольких недель осенью 1944 года.
Мост был взорван отступающими немецкими войсками 4 апреля 1945 года. Взорваны были два главных пролёта через реку Везер, в этом месте он полностью рухнул и перекрыл реку, последняя в связи с этим поднялась на полтора метра.
Восстановление моста началось в мае 1947 года и закончилось в феврале 1949 года.
В 1987 году Минден включил старый мост в реестр городских памятников как определяющий облик города.

## Новый мост
Для соответствия водной переправы современным требования внутреннего судоходства в 1993 году было принято решение о строительстве нового моста через реку Везер. Новый мост построен к северу от старого, расстояние между их центрами составляет 50 метров. Пролеты нового моста расположены идентично пролетам старого, чтобы не создавать препятствий для судов, следующих через Везер.
Конструкция моста — стальной канал длиной 341 метр. Стальная конструкция массой 7800 тонн была изготовлена разделенной на 234 части, доставлена к месту установки, а затем собрана в направлении с запада на восток. Стоимость строительства — 85 миллионов немецких марок.
Ширина судоходного канала нового моста — 42 метра, глубина — 4 метра.

## Галерея

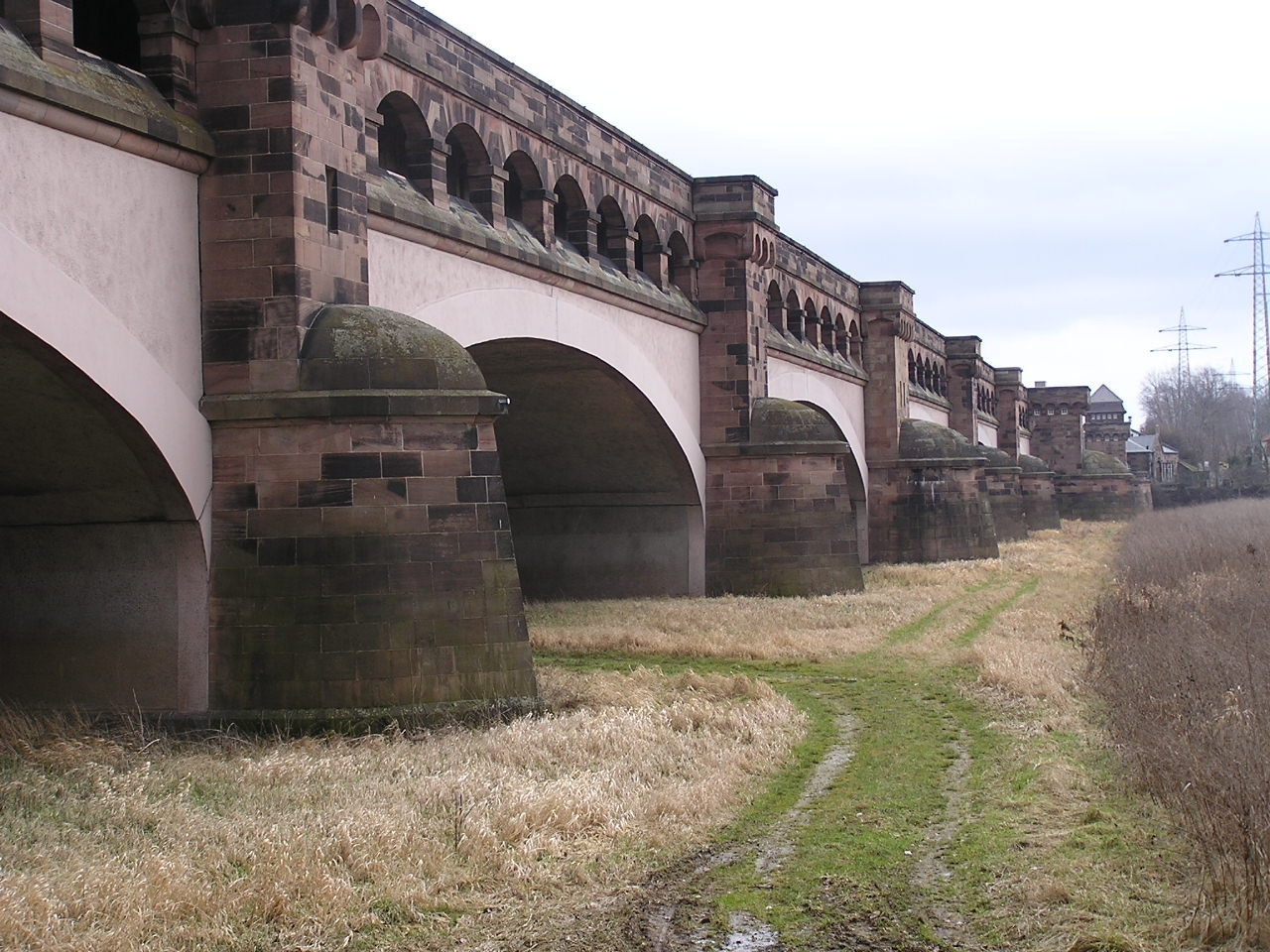
Старый мост
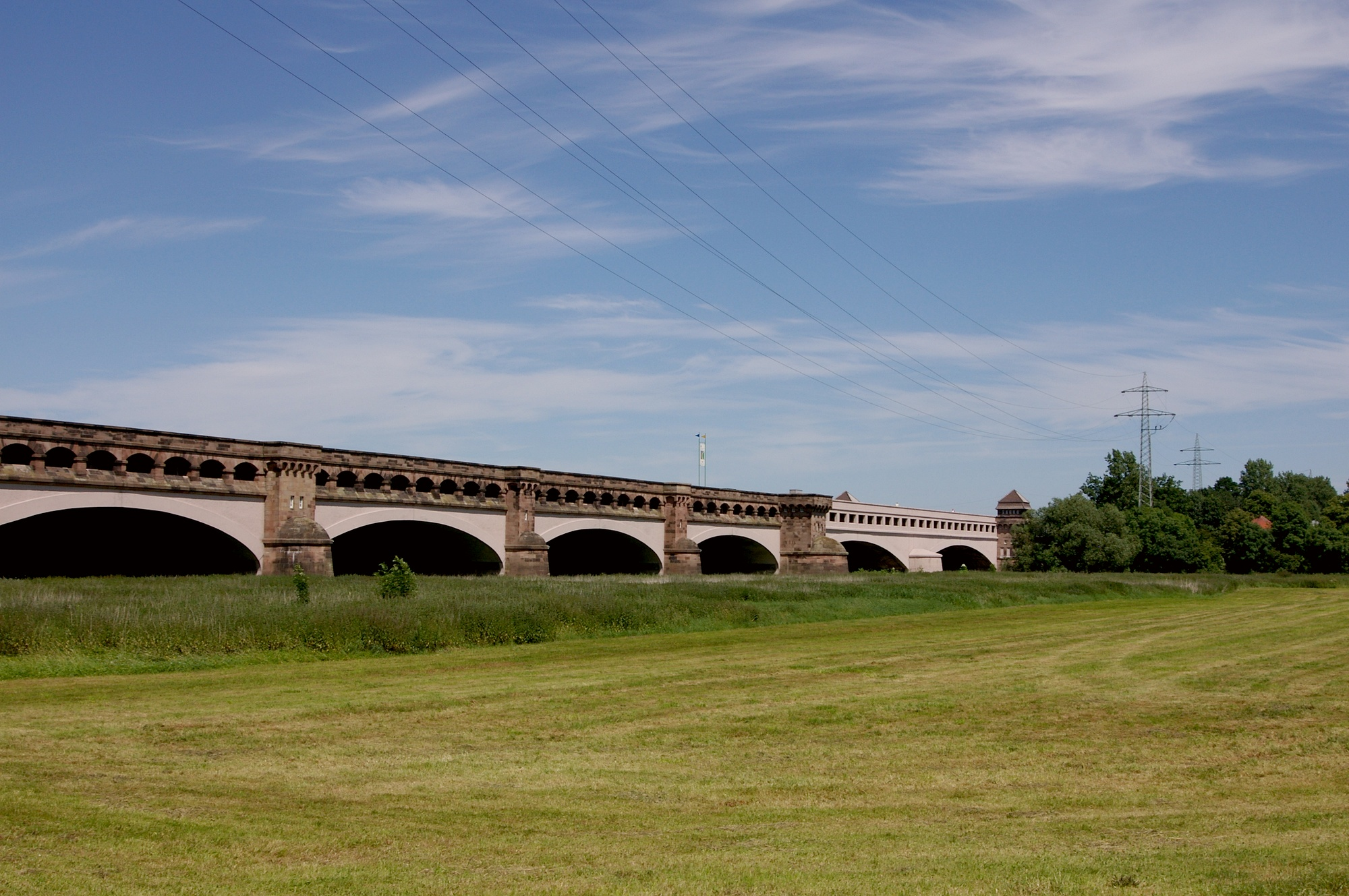
Светлая часть моста — взорванные и восстановленные пролёты
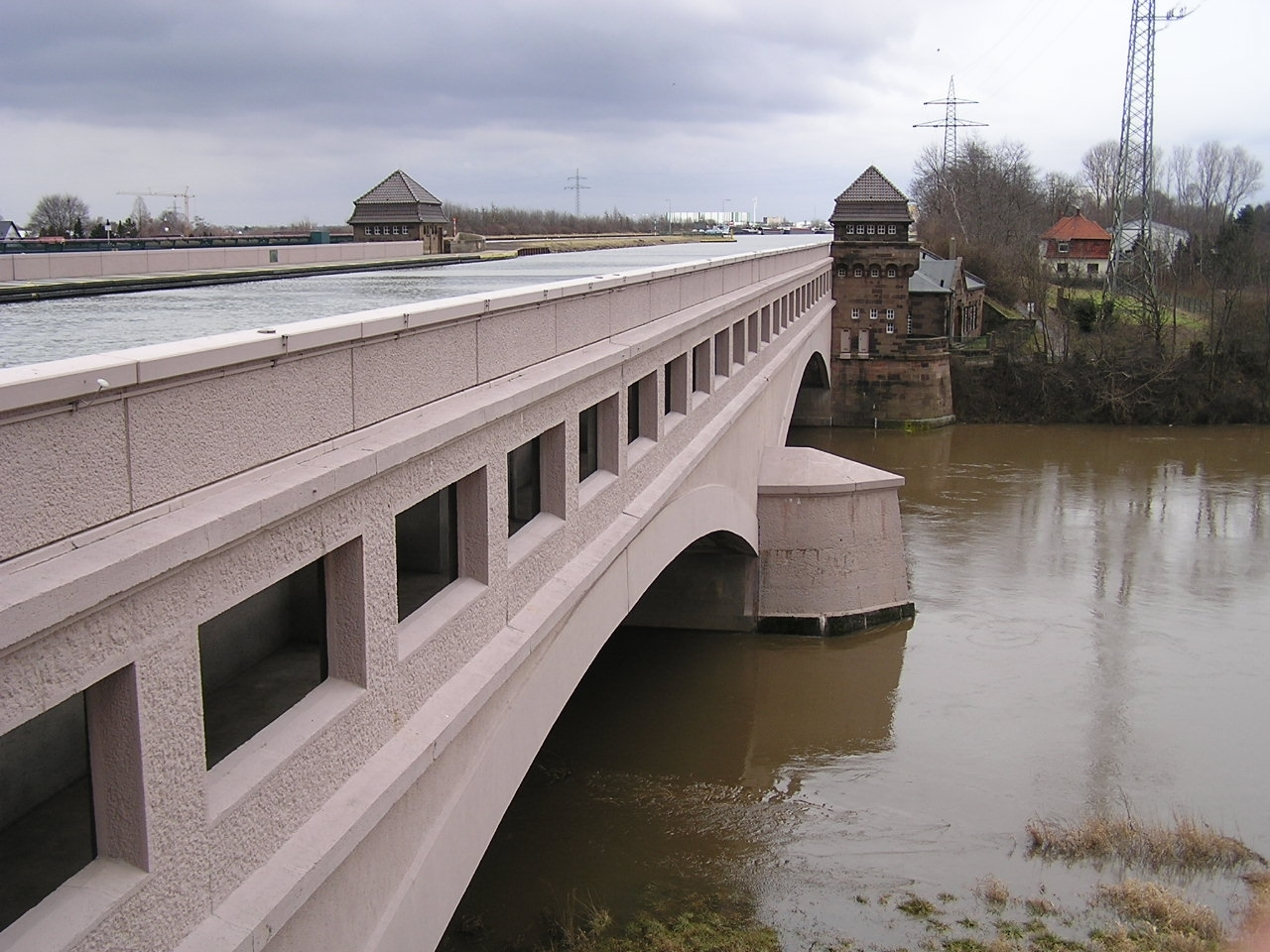
Канал над рекой Везер
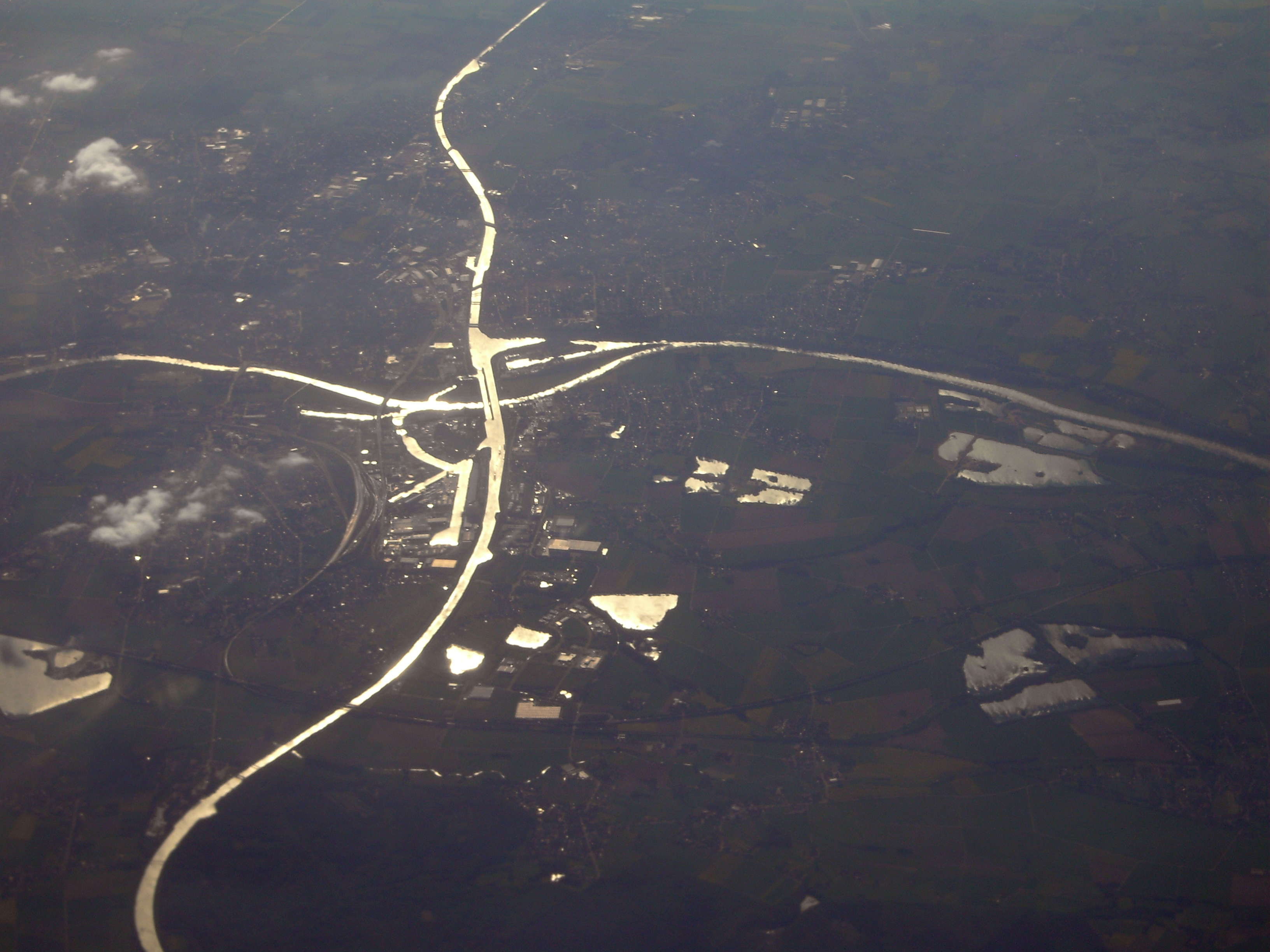
Вид сверху — горизонтально протекает река Везер